# 113 (число)
113 (Сто трина́дцять) — натуральне число між  112 та  114.

## У математиці
- 30-те просте число
- 11-те просте число Софі Жермен

## У науці

Щит шосе 113 в Таїланді

Атомний номер унунтрію

## В інших областях
- 113 рік, 113 до н. е.
- ASCII-код символу «q»